# Rye Lane (Film)
Rye Lane ist eine romantische Filmkomödie von Raine Allen-Miller. In dem Film spielen Vivian Oparah und David Jonsson zwei Londoner, die sich bei einer Kunstausstellung kennenlernen und den begonnenen Tag gemeinsam verbringen. Rye Lane feierte im Januar 2023 beim Sundance Film Festival seine Premiere und wurde Ende März 2023 in das Programm des Streaminganbieters Hulu aufgenommen.

## Handlung
Dom lebt mit Mitte Zwanzig noch immer zu Hause bei seiner Mutter in London. Er hat gerade erfahren, dass ihn seine Freundin Gia, mit der er sechs Jahre zusammen war, mit seinem besten Freund Eric betrogen hat. Bei der Ausstellung eines gemeinsamen Bekannten in einer Kunstgalerie lernt er Yas kennen, die sich als Modedesignerin und Kostümbildnerin in Filmen versucht. Sie spricht ihn auf der Damentoilette an, in die er sich aus Versehen zum Nachweinen an seine Exfreundin zurückgezogen hat. Auch sie hat vor kurzem eine schlimme Trennung hinter sich gebracht.
Gemeinsam durchstreifen sie einen Tag lang Peckham im Süden der Stadt und das benachbarte Brixton. Dom ist an diesem Tag noch mit seiner Exfreundin zum Essen verabredet. Obwohl die toughe Yas nicht genau weiß, ob sie diese Rolle gut spielen kann, gibt sie bei dem Essen vor, Doms neue Freundin zu sein. Im Gegenzug hilft ihr Dom dabei, ihre Lieblingsplatte, The Low End Theory von A Tribe Called Quest, aus der Wohnung ihres Exfreundes zu schaffen.

## Produktion

### Regie und Drehbuch

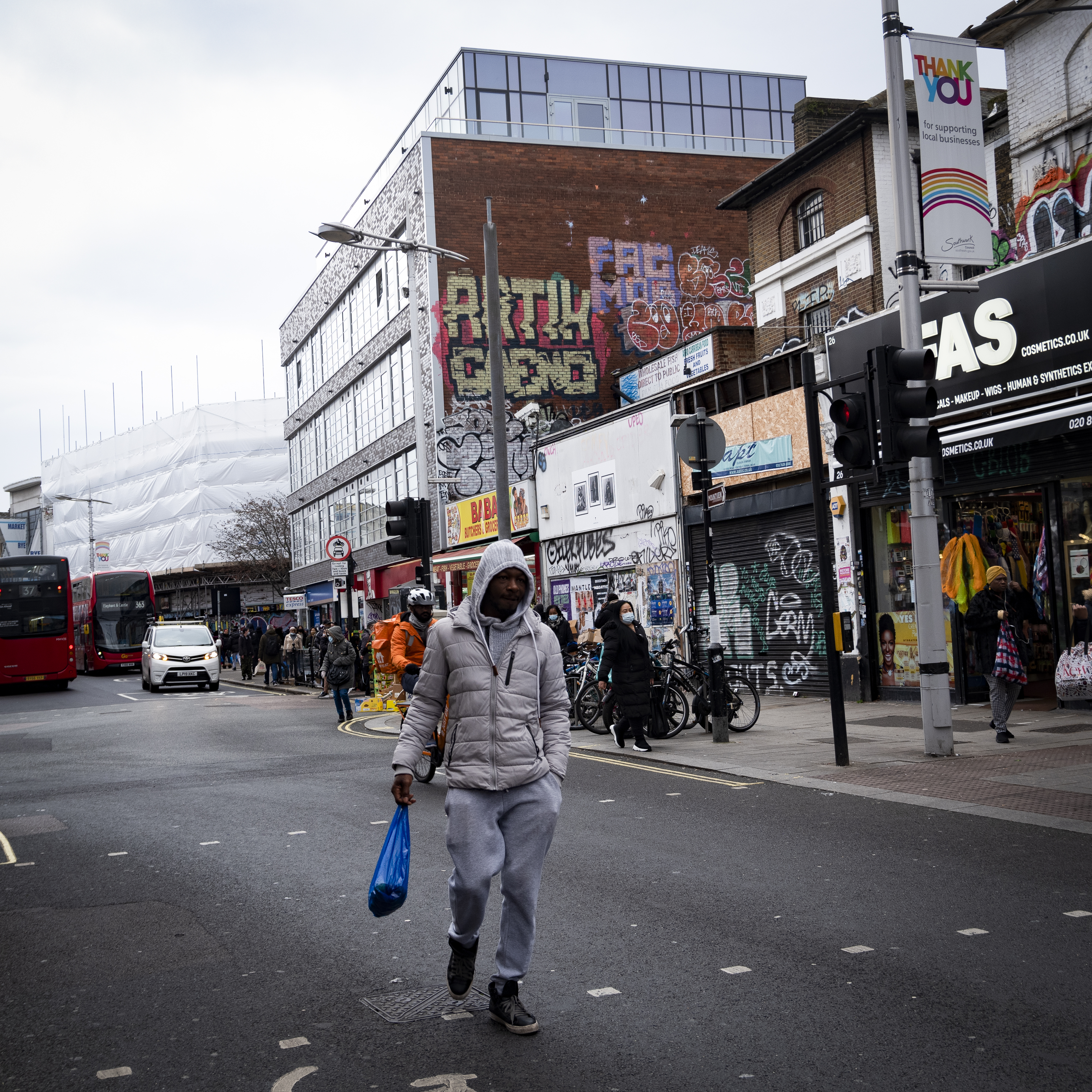
Die titelgebende Rye Lane in Peckham, einem Stadtteil von London

Das Drehbuch schrieben Nathan Bryon und Tom Melia. Regie führte Raine Allen-Miller. Sie ist Absolventin der BRIT School und der University of Arts in London. Ihr erster Kurzfilm Jerk wurde 2018 beim London Film Festival gezeigt. Rye Lane ist Allen-Millers Spielfilmdebüt. Zuvor hat sie mehrere Werbespots für Unternehmen wie Square Space, Pepsi und Virgin gedreht. Im Jahr 2021 wurde sie vom britischen Branchendienst Screen International zu den „Stars of Tomorrow“ gezählt. Der Titel Rye Lane bezieht sich auf eine Straße in Peckham, einem Südbezirk von London.

### Besetzung und Dreharbeiten
Die britische Schauspielerin Vivian Oparah, bekannt für ihre Rolle als Tanya Adeola im Doctor-Who-Spin-off Class, spielt Yas. Der Brite David Jonsson, der aus London stammt und in einer afrokreolischen Arbeiterfamilie aufwuchs, ist in der Rolle von Dom zu sehen. Karene Peter spielt dessen Exfreundin Gia und Benjamin Sarprong-Broni Doms ehemaligen besten Freund Eric, mit dem sie nun zusammen ist. Malcolm Atobrah spielt Jules, den Exfreund von Yas.
Die Dreharbeiten fanden in der ersten Hälfte des Jahres 2021 in London statt. Als Kameramann fungierte Olan Collardy, der zuvor für eine Reihe von Kurzfilmen arbeitete, unter anderem für No More Wings von Abraham Adeyemi. Mit Rye Lane gibt er sein Spielfilmdebüt. Der Film entstand unter dem Arbeitstitel Vibes & Stuff.

### Musik, Marketing und Veröffentlichung
Die Musik steuerte der britische Produzent Kwes bei, die Amber Wilkinson in ihrer Kritik bei screendaily.com als „skurriles Ambient“ beschreibt. Nach einigen Kurzfilmen war er erstmals für einen Spielfilm tätig. Das Soundtrack-Album mit insgesamt 23 Musikstücken soll am 6. November 2023 von Warp Records als Download veröffentlicht werden.
Die erste Vorstellung des Films erfolgte am 24. Januar 2023 beim Sundance Film Festival. Kurz zuvor wurde der erste Trailer vorgestellt. Im März 2023 wurde Rye Lane beim Glasgow Film Festival und beim Manchester Film Festival gezeigt. Anfang März 2023 wurde er beim Miami Film Festival gezeigt. Der Kinostart im Vereinigten Königreich erfolgte am 17. März 2023. Am 31. März 2023 nahm der Streaminganbieter Hulu den Film in sein Programm auf. Am gleichen Tag sollte er in das Programm von Disney+ aufgenommen werden.

## Rezeption

### Kritiken
In einer Kritikerumfrage des Online-Filmmagazins IndieWire nach dem Sundance Film Festival landete der Film auf dem vierten Platz. Bei Rotten Tomatoes konnte der Film 98 Prozent der aufgeführten Kritiker überzeugen bei einer durchschnittlichen Bewertung mit 8,2 von 10 möglichen Punkten. Auf Metacritic erhielt der Film einen Metascore von 82 von 100 möglichen Punkten.
Jordan Mintzer von The Hollywood Reporter beschreibt Rye Lane als eine Mischung aus der Handlung eines der Before-Filme von Richard Linklater, kombiniert mit der atemberaubenden Ästhetik von Filmen von Wes Anderson, während das Ganze in der höchst fotogenen Multikulti-Enklave Peckham im Süden Londons spielt. Die Komödie fühle sich frisch an, besonders der Schlagabtausch in den Gesprächen von Dom und Yas.
Auch Esther Zuckerman erkennt in ihrer Kritik bei IndieWire Anleihen von Linklaters Before Sunrise, doch ebenfalls etwas von Notting Hill, in dem der neuseeländische Drehbuchautor Richard Curtis das titelgebende, gentrifizierte Viertel in London als Kulisse für eine Romanze zwischen zwei Weißen, die weiße Freunde haben, nutzt. Rye Lane konzentriere sich nun auf die Liebe der Schwarzen.
Simon Eberhard schreibt in seiner Kritik bei outnow.ch, ähnlich wie das Vorbild Before Sunrise beziehe der Debütfilm von Raine Allen-Miller seinen Charme nicht durch eine ausgefeilte Handlung, sondern durch seine Dialoge und durch Situationskomik. Dass der Film dabei immer haarscharf an der Banalität vorbeidriftet, mache nichts, sondern sei gewissermaßen Programm. Die Chemie zwischen dem Leinwandpaar Vivian Oparah und David Jonsson stimme, wobei sie ihn durch ihr loses Mundwerk beinahe in den Schatten spielt. Neben romantischer Komödie sei Rye Lane auch ein London-Film, der ein «anderes London» fernab von Buckingham, eine multikulturelle, lebendige Stadt zeige. Das Hipstertum, das solche Stadtteile gerne in Beschlag nimmt, kriege dabei ebenfalls sein Fett weg.

### Auszeichnungen
Bei den British Academy Film Awards 2024 gelangte Rye Lane in eine Longlist der besten britischen Filme, ebenso in die Longlists für Produktion, Regie, Drehbuch und Vivian Oparah als Hauptdarstellerin. Im Folgenden eine Auswahl von Nominierungen und Auszeichnungen.
Austin Film Critics Association Awards 2023
- Nominierung als Bester Debütfilm (Raine Allen-Miller)[21]

Black Reel Awards 2024
- Auszeichnung als Bester internationaler Film
- Nominierung als Bester Independent-Film
- Nominierung als Beste Nachwuchsschauspielerin (Vivian Oparah)
- Nominierung für die Beste Kamera (Olan Collardy)[22][23]

British Academy Film Awards 2024
- Nominierung als Bester britischer Film
- Nominierung als Beste Hauptdarstellerin (Vivian Oparah)

British Independent Film Awards 2023
- Nominierung als Bester britischer Independent-Film (Raine Allen-Miller, Nathan Bryon, Tom Melia, Yvonne Isimeme Ibazebo und Damian Jones)
- Auszeichnung für die Beste Nachwuchsleistung (Vivian Oparah)
- Nominierung für die Beste Regie (Aine Allen-Miller)
- Nominierung als Beste Nachwuchsregisseurin für den Douglas Hickox Award  (Raine Allen-Miller)
- Nominierung für das Beste Drehbuch (Nathan Bryon und Tom Melia)
- Nominierung für das Beste Drehbuchdebüt (Nathan Bryon und Tom Melia)
- Nominierung als Beste Nachwuchsproduzentin (Yvonne Isimeme Ibazebo)
- Nominierung für das Beste Casting (Kharmel Cochrane)
- Nominierung für die Beste Kamera (Olan Collardy)
- Nominierung für das Beste Kostümdesign (Cynthia Lawrence-John)
- Nominierung für den Besten Schnitt (Victoria Boydell)
- Nominierung für das Beste Make-up und Hair Design (Bianca Simone Scott)
- Nominierung für die Beste Ausstattung (Anna Rhodes)
- Auszeichnung für die Beste Filmmusik (Kwes)
- Nominierung für die Beste Music Supervision (David Fish)

Cleveland International Film Festival 2023
- Nominierung als Bester Film im International Narrative Competition (Raine Allen-Miller)[24]

Guild of Music Supervisors Awards 2024
- Nominierung für die Beste Music Supervision – Non-Theatrically Released Film (David Fish)[25]

Hollywood Critics Association Midseason Movie Awards 2023
- Nominierung als Bester Indie Film[26]

London Critics’ Circle Film Awards 2024
- Nominierung als Bester britischer Film
- Nominierung für die Beste britische Nachwuchsregie (Raine Allen-Miller)
- Nominierung als Beste Nachwuchsdarstellerin (Vivian Oparah)[27]

NAACP Image Awards 2024
- Nominierung als Bester fremdsprachiger Film[28]

Toronto Film Critics Association Awards 2023
- Auszeichnung als Bester Debütfilm[29]

## Synchronisation
Die deutsche Synchronisation entstand nach einem Dialogbuch von Nathan Bechhofer und der Dialogregie von Kathrin Neusser im Auftrag der Interopa Film GmbH, Berlin.
| Darsteller             | Synchronsprecher      | Rolle  |
| ---------------------- | --------------------- | ------ |
| Vivian Oparah          | Giovanna Winterfeldt  | Yas    |
| David Jonsson          | Florian Clyde         | Dom    |
| Poppy Allen-Quarmby    | Jessica Rust          | Cass   |
| Benjamin Sarpong-Broni | Nico Sablik           | Eric   |
| Karene Peter           | Olivia Büschken       | Gia    |
| Malcolm Atobrah        | Amadeus Strobl        | Jules  |
| Omari Douglas          | Daniel Gärtner        | Mona   |
| Simon Manyonda         | Julien Haggège        | Nathan |
| Gaz Beadle             | Pierre Peters-Arnolds | Peter  |
| Alice Hewkin           | Magdalena Höfner      | Tabby  |
| Llewella Gideon        | Elisa Bannat          | Tanice |